# Azotowce
| Grupa → | 15 VA  |
| ↓ Okres |        |
| ------- | ------ |
| 2       | 7 N    |
| 3       | 15 P   |
| 4       | 33 As  |
| 5       | 51 Sb  |
| 6       | 83 Bi  |
| 7       | 115 Mc |

Azotowce, pniktogeny – pierwiastki 15 (daw. VA lub V głównej) grupy układu okresowego. Są to azot, fosfor, arsen, antymon i bizmut. W warunkach normalnych, oprócz gazowego azotu, wszystkie występują w stanie stałym. Położenie w układzie okresowym wskazuje, że azotowcem jest także moskow, wytworzony w ilości kilku atomów.

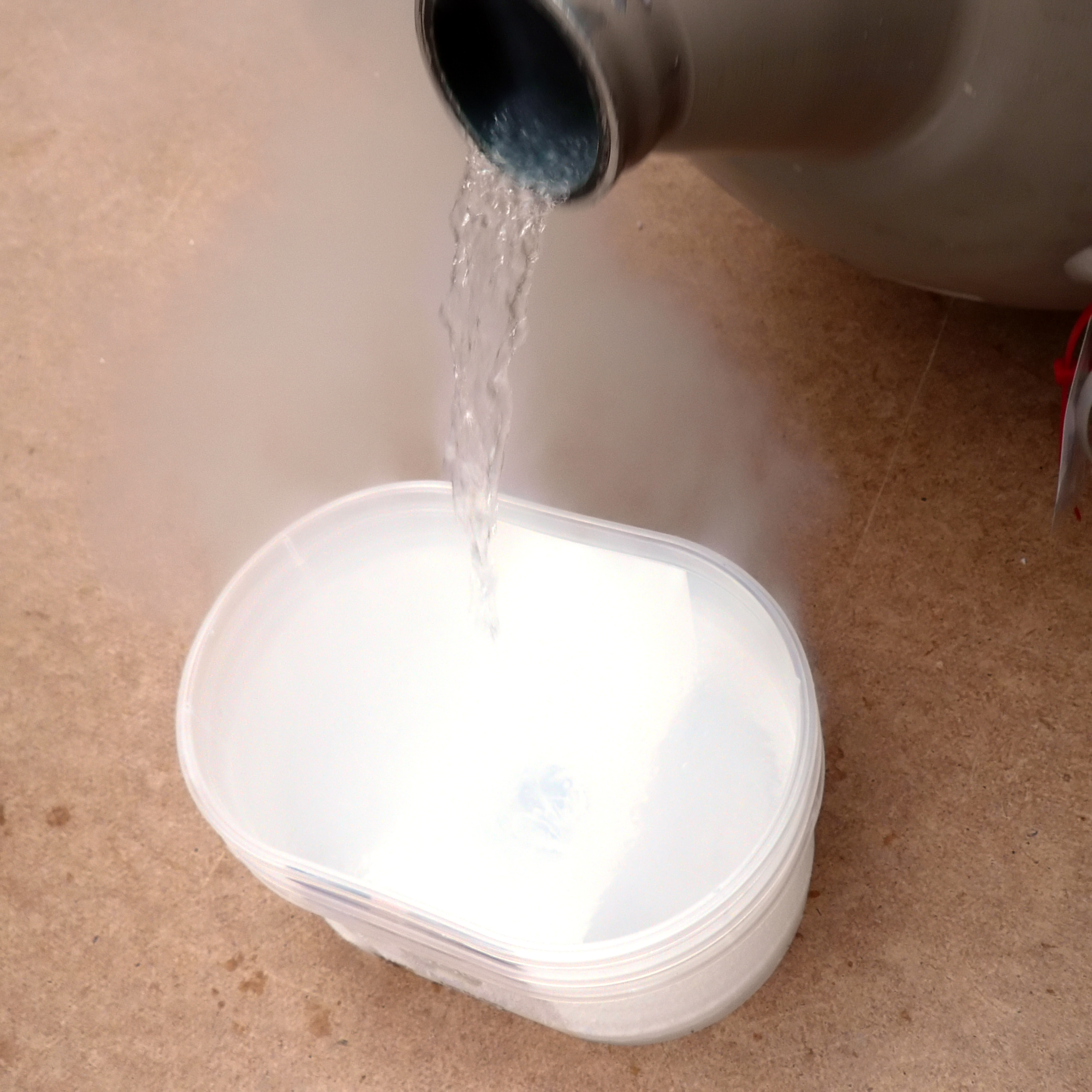
azot
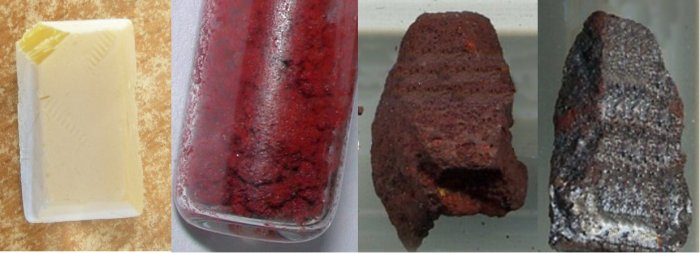
fosfor
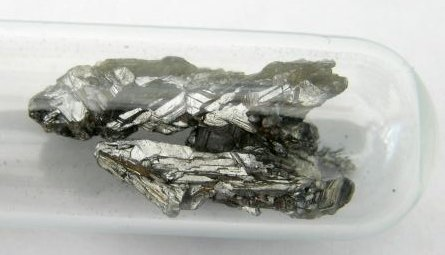
arsen
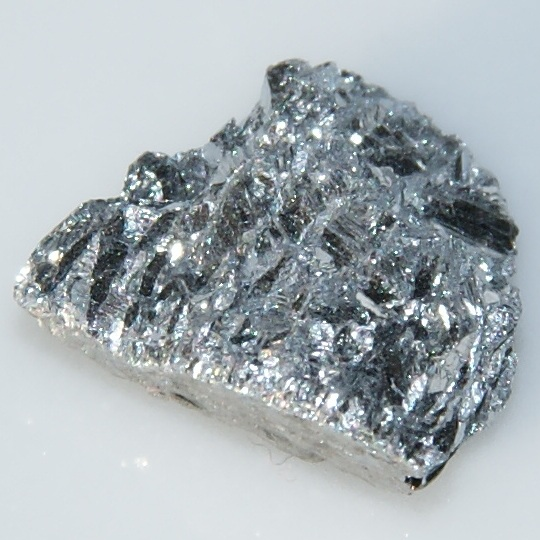
antymon
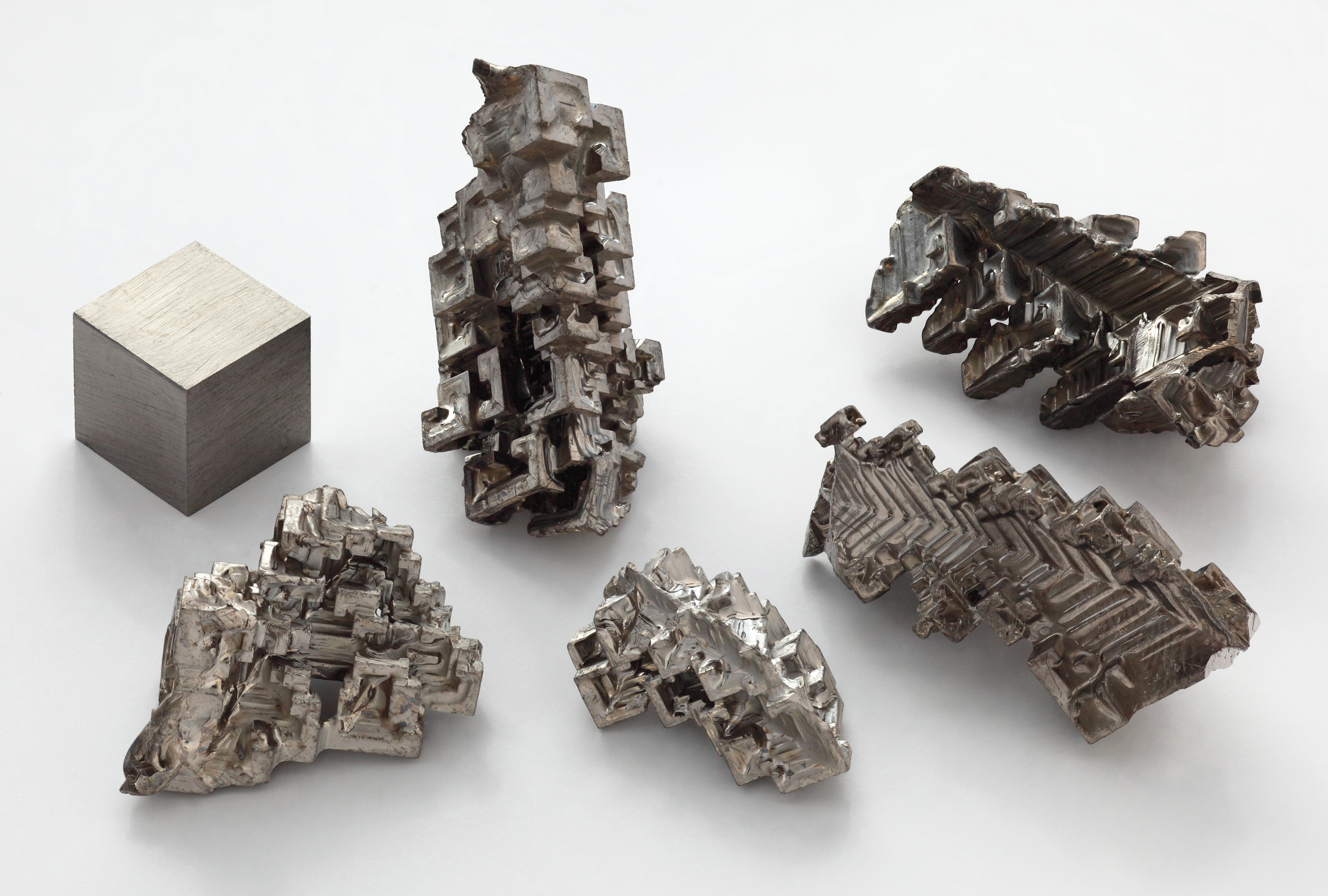
bizmut

| Azotowiec | Masa atomowa [u] | Temperatura topnienia [°C] | Temperatura wrzenia [°C] | Stan skupienia | Elektroujemność (według Paulinga) | Konfiguracja elektronowa (podkreślono elektrony walencyjne) |
| --------- | ---------------- | -------------------------- | ------------------------ | -------------- | --------------------------------- | ----------------------------------------------------------- |
| Azot      | 14               | −210                       | −196                     | gaz            | 3,04                              | [He] 2s22p3                                                 |
| Fosfor    | 31               | 44,15                      | 280,5                    | ciało stałe    | 2,19                              | [Ne] 3s23p3                                                 |
| Arsen     | 75               | 817                        | 616                      | ciało stałe    | 2,18                              | [Ar] 4s23d104p3                                             |
| Antymon   | 122              | 631                        | 1587                     | ciało stałe    | 2,05                              | [Kr] 4d105s25p3                                             |
| Bizmut    | 209              | 271                        | 1564                     | ciało stałe    | 1,9                               | [Xe] 4f145d106s26p3                                         |

| Azotowiec | Związki z wodorem | Związki z tlenem                    | Kwasy tlenowe         |
| --------- | ----------------- | ----------------------------------- | --------------------- |
| Azot      | NH3; HN3; N2H4    | N2O, NO, N2O3, NO2, N2O4, N2O5, NO3 | HNO3, HNO2, H2N2O2    |
| Fosfor    | PH3; P2H4         | P4O6, P4O10                         | HH2PO2, H2HPO3, H3PO4 |
| Arsen     | AsH3              | As2O3, As2O5                        | H3AsO4                |
| Antymon   | SbH3              | Sb2O3, Sb2O5, Sb2O4                 | H3SbO4                |
| Bizmut    | BiH3              | Bi2O3, Bi2O5                        | b.d.                  |

- azot
- fosfor
- arsen
- antymon
- bizmut